# Goshen, Arkansas
Goshen là một thị trấn thuộc quận Washington, tiểu bang Arkansas, Hoa Kỳ. Năm 2010, dân số của thị trấn này là 1071 người.

## Dân số
- Dân số năm 2000: 752 người.
- Dân số năm 2010: 1071 người.